# Радзіково-Сцальоне
Радзіково-Сцальоне (пол. Radzikowo Scalone) — село в Польщі, у гміні Червінськ-над-Віслою Плонського повіту Мазовецького воєводства.
Населення — 98 осіб (2011).
У 1975-1998 роках село належало до Плоцького воєводства.

## Демографія
Демографічна структура станом на 31 березня 2011 року:
|          | Загалом | Допрацездатний вік | Працездатний вік | Постпрацездатний вік |
| -------- | ------- | ------------------ | ---------------- | -------------------- |
| Чоловіки | 57      | 14                 | 39               | 4                    |
| Жінки    | 41      | 5                  | 21               | 15                   |
| Разом    | 98      | 19                 | 60               | 19                   |